# 佐藤助九郎 (12代)

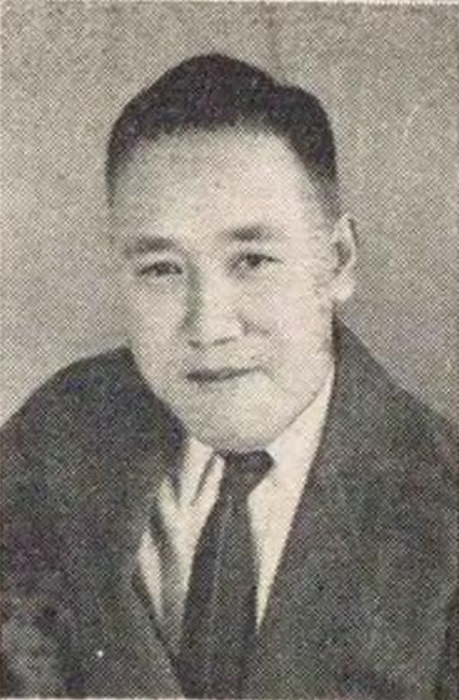
12代 佐藤助九郎

12代 佐藤 助九郎（さとう すけくろう、1896年（明治29年）10月22日 - 1979年（昭和54年）12月5日）は、大正から昭和時代の政治家、実業家。貴族院多額納税者議員。富山県東礪波郡柳瀬村長。

## 経歴
富山県東礪波郡柳瀬村（砺波町を経て現砺波市）出身。先代佐藤助九郎の二男・健太郎として生まれ、1931年（昭和6年）家督を相続する。1918年（大正7年）早稲田大学専門部政治経済学科卒業。
1919年（大正8年）以降、中越銀行勤務、富山県スキー連盟会長、富山鉄道、佐藤工業各社長、高岡新聞社、高岡劇場各取締役、中越無尽監査役、北日本新聞社長のほか、柳瀬村長、同村産業組合長、同村農会長を務めた。
1939年（昭和14年）富山県多額納税者として貴族院議員に互選され、同年月9月29日に就任し、同成会に所属し1947年（昭和22年）5月2日の貴族院廃止まで務めた。

## 親族
- 父：11代佐藤助九郎（貴族院多額納税者議員）[4]
- 長女：まさ - 大谷米一（大谷米太郎三男）の妻[7]